# Loening PA-1
El Loening PA-1 (Pursuit-Air cooled, Persecución-refrigerado por Aire) fue un prototipo de avión de caza estadounidense construido por la Loening Aeronautical Engineering. 

## Desarrollo
El PA-1 fue el último caza diseñado por Loening. Fue el primer avión equipado con motor radial refrigerado por aire del Ejército de los Estados Unidos. Era un biplano monoplaza con riostras en N, fuselaje de madera y alas con recubrimiento de tela. Dichas alas eran rectangulares en planta, y el tanque de combustible estaba alojado en la sección central del ala superior. El morro era muy corto, lo que no favorecía la maniobrabilidad. El USAAS ordenó dos prototipos. El primero voló por primera vez en marzo de 1922. No desarrolló la velocidad deseada, así que la construcción del segundo prototipo fue cancelada.

## Operadores
Estados Unidos
- Servicio Aéreo del Ejército de los Estados Unidos

## Especificaciones
Referencia datos: Angelucci, 1987. p. 292.

### Características generales
- Tripulación: Uno (piloto)
- Longitud: 6 m (19,7 ft)
- Envergadura: 8,5 m (28 ft)
- Altura: 2,6 m (8,7 ft)
- Superficie alar: 26,2 m² (281,9 ft²)
- Peso vacío: 697 kg (1536,2 lb)
- Peso cargado: 1117 kg (2461,9 lb)
- Planta motriz: 1× motor radial de 9 cilindros refrigerados por aire Wright R-1454 (R-1).
  - Potencia: 261 kW (360 HP; 355 CV)
- Tiempo a altitud: 7 min a 1981,2 m (6500 pies)

### Rendimiento
- Velocidad nunca excedida (Vne): 209 km/h (130 MPH; 113 kt)
- Techo de vuelo: 5852 m (19 199 ft)
- Régimen de ascenso: 4,7 m/s (927 ft/min)

### Armamento
- Ametralladoras: 

  - 2 Vickers de 7,7 mm

## Aeronaves relacionadas

### Secuencias de designación
- Secuencia PA-_ (Persecución, refrigerado por Aire del USAAS, 1919-1924): PA-1